# المؤتمر الوطني (جزر المالديف)
حزب المؤتمر الوطني لجزر المالديف هو حزب سياسي في جزر المالديف.
القائد المؤقت للحزب هو محمد نعيم.